# Marie Lupu
Maria Lupu, (1625? - 1660), en lituanien : Marija Lupu-Radvilienė, polonais : Maria Radziwiłłowa est une noble moldave, fille de Basile le Loup et de Todoșca Costea. Elle a épousé en 1645 Janusz Radziwiłł magnat polono-lituanien.

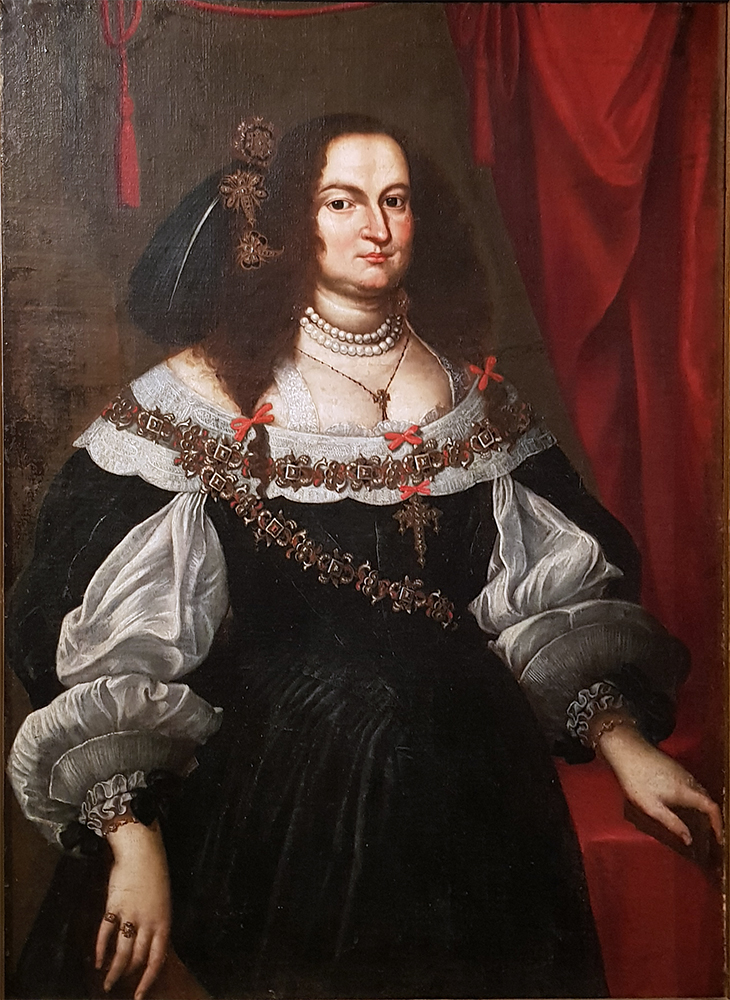
Portrait au Musée de Warmia et Mazury à Olsztyn ?
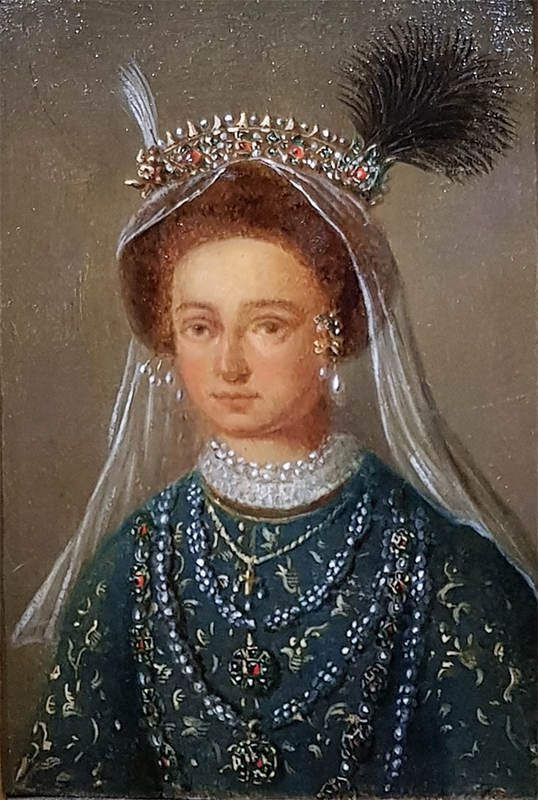
Son portrait, collection privée.